# Puerto Bermejo
Puerto Bermejo è un municipio dell'Argentina situato nel dipartimento di Bermejo, in provincia di Chaco.